# Nhân vật phụ
Nhân vật phụ hay nhân vật bên lề là các nhân vật không phải là trọng tâm của một câu chuyện, nhưng có vai trò ảnh hưởng tới cốt truyện. Họ thường xuất hiện (hoặc được nhắc đến) trong câu chuyện không đơn giản, qua loa như các nhân vật quần chúng, mà vai trò của họ có ảnh hưởng trực tiếp đến các nhân vật chính.
Thuật ngữ nhân vật phụ thường bị ngộ nhận với nhân vật phó chính và nhân vật thứ chính, tuy nhiên nhân vật phụ không có vai trò quan trọng như hai nhóm nhân vật này. Nhân vật phụ có thể phát triển một cốt truyện phức tạp của riêng họ, nhưng điều này thường liên quan đến nhân vật chính thay vì là câu chuyện riêng biệt trong cốt truyện. Trong nhiều tác phẩm, các nhân vật phụ có thể nhận được sự yêu thích từ người hâm mộ nhiều hơn cả nhân vật chính, nhân vật phó chính và nhân vật thứ chính, có lẽ là do cách xây dựng của họ rất đa dạng mà không bị rập khuôn như các nhân vật chính.
Trong một số trường hợp, đặc biệt là trong các tác phẩm đang phát sóng như sách truyện tranh và chương trình truyền hình, các nhân vật phụ có thể trở thành nhân vật chính trong các tác phẩm spin-off nếu họ nhận được đủ sự ủng hộ của khán giả.
Một số nhân vật phụ nổi tiếng, chẳng hạn như Neville Longbottom (Harry Potter), Picollo (trong Dragon Ball) hay Uchiha Itachi (trong Naruto).